# Sint-Wenceslauskerk (Chvojínek)
De Sint-Wenceslauskerk is een kerkgebouw in de Tsjechische plaats Chvojínek, een deelgemeente van Neveklov, in de regio Midden-Bohemen. Het gebouw werd in 1262 naar vroeggotisch ontwerp opgeleverd en is thans beschermd als cultureel monument. Aan de bouw werkten waarschijnlijk bouwlieden van de koninklijke bouwmaatschappij mee.
De kerk is vernoemd naar Wenceslaus de Heilige.

## Ex- en interieur
De Sint-Wenceslauskerk is georiënteerd op het zuidoosten; de ingang bevindt zich onder een voorportaal aan de noordzijde. Aan de zuidkant van de kerk is de sacristie ondergebracht.
Het oorspronkelijke hoogaltaar dateerde van het einde van de zeventiende eeuw en vertoonde een afbeelding van Sint Wenceslaus tussen twee engelen, gekleed in een harnas met daaroverheen een lange mantel. Dit altaar werd in 1943 - ten tijde van de Tweede Wereldoorlog - weggevoerd, daar Chovjínek onderdeel uitmaakte van het oefenterrein van de SS Benešov. Na de oorlog werd het altaar niet teruggeplaatst, maar vervangen door een kleinere, barokke uitvoering met illusoir marmerwerk.
Boven het stenen koor staat een orgel met vier registers, dat in 1868 gebouwd werd door Karel Vocelka en in 1910 gerestaureerd werd door Čeňek Skopek. Halverwege de jaren negentig van de twintigste eeuw volgde ten tweede male een restauratie. De twee klokken zijn vervaardigd in respectievelijk de tweede helft van de vijftiende eeuw en 1850 (laatstgenoemde naar ontwerp van Karel Bellmann).
Ten slotte hangen er in de kerk een kleine kroonluchter en klein schilderij, waarop de heilige Wenceslaus staat afgebeeld. Beide zijn afkomstig uit de kerk van de Borromeïsche zusters in Malá Strana, Praag.

## Galerij

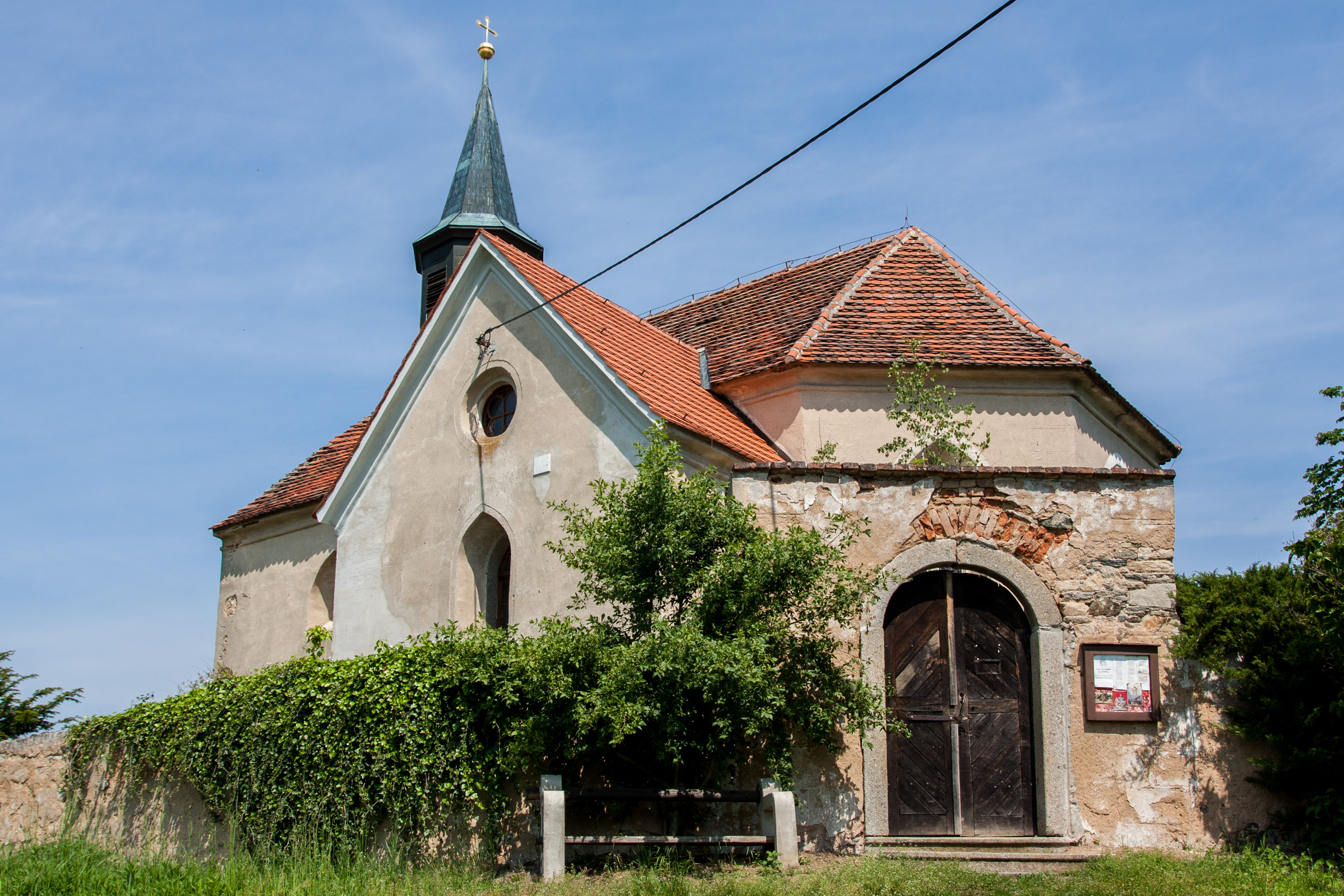
Hoofdingang (2019)
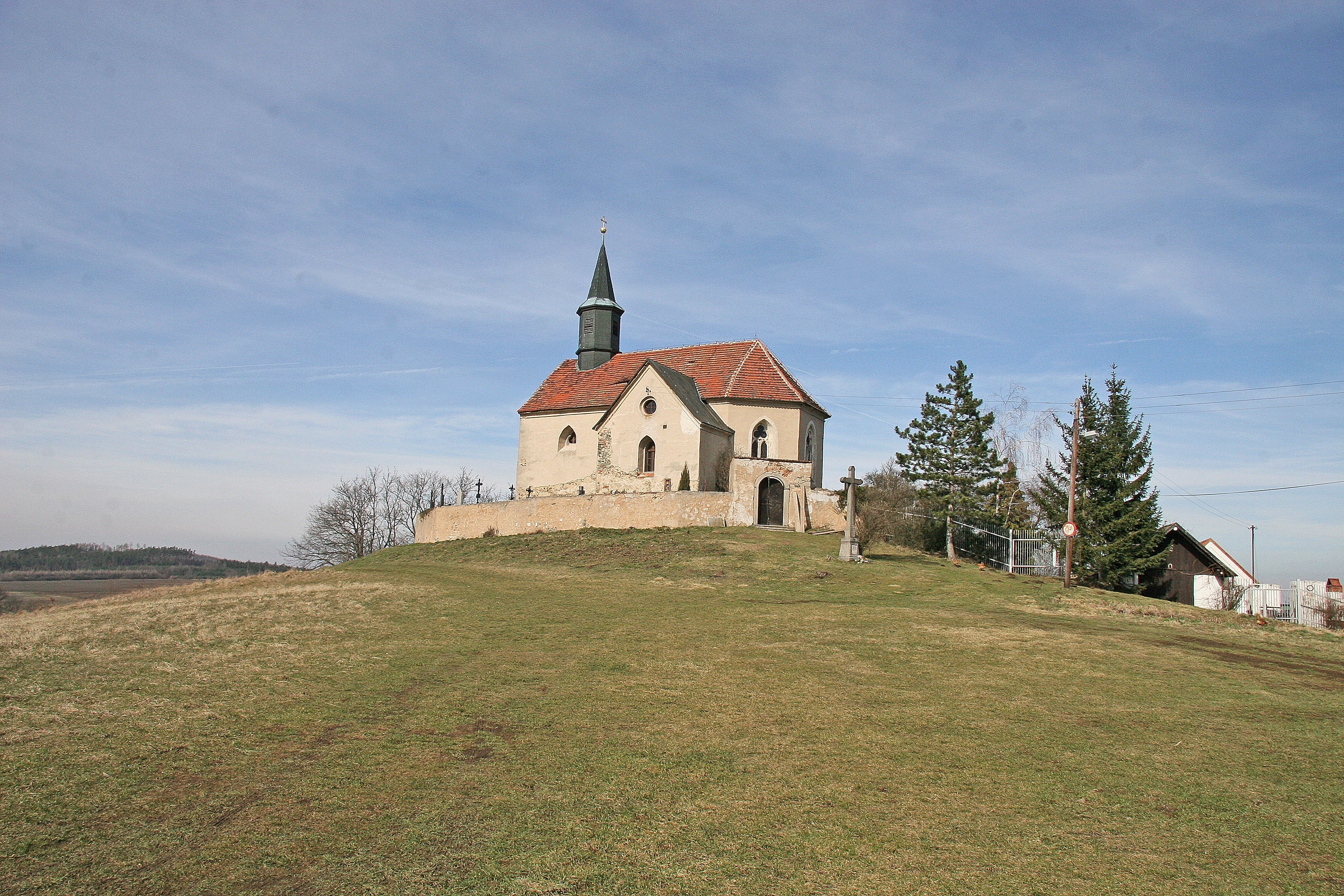
Ligging op de heuvel (2008)
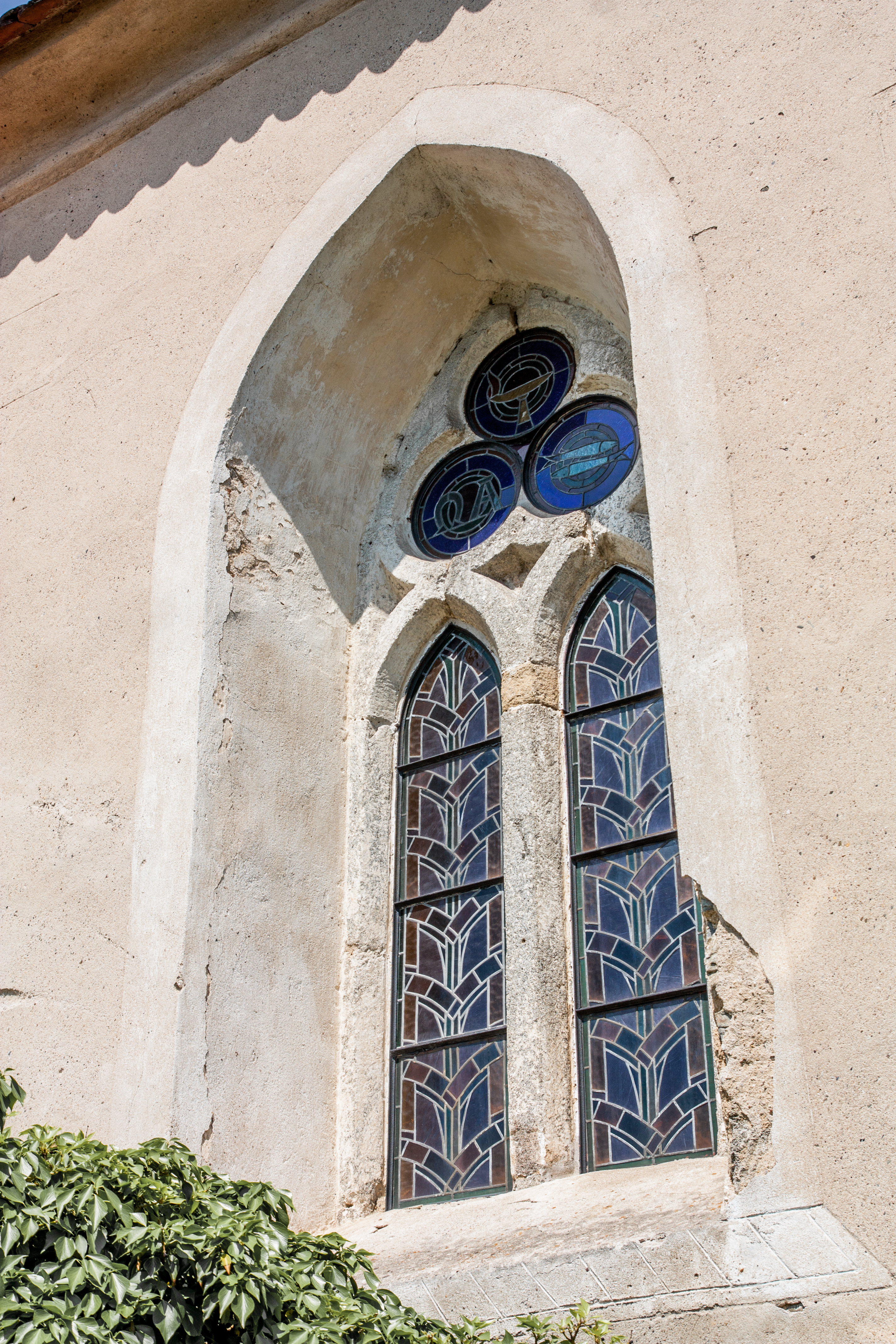
Gebrandschilderde ramen (2019)
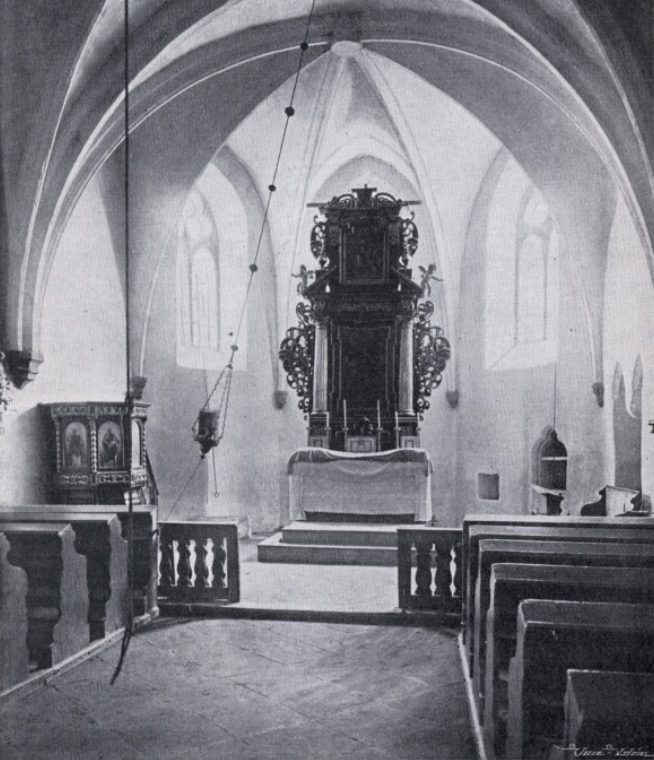
Hoogaltaar in de kerk (2020)
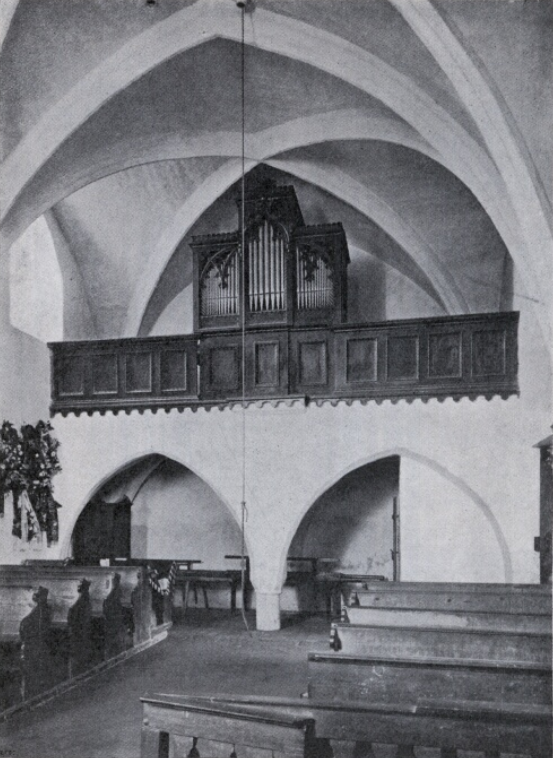
Orgel in de kerk (2020)